# Michael Spindelegger
Michael Spindelegger (*Mödling 21 december 1959) is een Oostenrijks politicus (ÖVP) die van 2011 tot 2014 vicekanselier van Oostenrijk was geweest.

## Biografie
Zijn vader, Erich Spindelegger (1919-2014), was een medewerker bij de nationale spoorwegen, vakbondsman en politicus voor de ÖVP. Hij bezocht het gymnasium (1969-1977) in zijn geboorteplaats en studeerde - na een jaar als vrijwilliger in het bondsleger - rechten aan de Universiteit van Wenen (1978-1983). Hij promoveerde in 1983 als doctor in de rechten. Tijdens zijn studie werd hij lid van de Cartellverband der katholischen deutschen Studentenverbindungen.
Na werkzaam te zijn geweest als wetenschappelijk onderzoeker aan de Universiteit van Wenen (1982-1983) was hij assistent-rechter bij diverse rechtbanken in Wenen (1983-1984). In 1984 werd hij ambtenaar in dienst van de deelstaat Neder-Oostenrijk. In 1987 werd hij medewerker van de bondsminister van Defensie, Robert Lichal, hetgeen hij tot 1990 bleef. Van 1990 tot 1994 was hij werkzaam in het bedrijfsleven.
Spindelegger werd in 1991 plaatsvervangend bondsvoorzitter van de katholieke vakbond ÖAAB, die gelieerd is aan de ÖVP. Van 2009 tot 2011 was hij bondsvoorzitter. In 1992 werd Spindelegger in de Bondsraad, het Oostenrijkse hogerhuis, gekozen. Hij bleef dit tot 1993. Van 1995 tot 1996 was hij lid van het Europees Parlement voor de ÖVP. In oktober 1996 verwisselde hij het Europees Parlement voor de Nationale Raad, het lagerhuis van Oostenrijk. Hij was woordvoerder buitenlandse zaken en was later voorzitter van de parlementscommissie voor buitenlandse zaken. Van 2006 tot 2008 was hij tweede plaatsvervangend voorzitter van de Nationale Raad.
Van maart 2000 tot oktober 2006 was hij vicevoorzitter van de ÖVP. In 2008 werd hij bondsminister van Buitenlandse Zaken in het kabinet-Faymann I. In april 2011 volgde hij partijgenoot Josef Pröll op als vicekanselier en een maand later werd hij gekozen tot voorzitter van de ÖVP. Na de parlementsverkiezingen van 2013 verwisselde hij ministerschap van Buitenlandse Zaken voor dat van Financiën. Hij bleef daarnaast vicekanselier.
In augustus 2014 trad hij als minister en vicekanselier af omdat hij zich een tegenstander betoonde van een belastingverlaging om de economie te stimuleren. Door dit standpunt vervreemde hij zich niet alleen van coalitiegenoot SPÖ, maar ook van een deel van zijn eigen ÖVP. Hij werd als vicekanselier opgevolgd door Reinhold Mitterlehner.
Na zijn aftreden trad Spindelegger zich uit de politiek terug. Hij werd in 2015 directeur van het Agentschap voor de Modernisering van Oekraïne en sinds 2016 is hij secretaris-generaal van het Internationaal Centrum voor de Ontwikkeling van Migratiebeleid. Beide organisaties hebben hun hoofdkwartier in Wenen.